# Crisis existencial

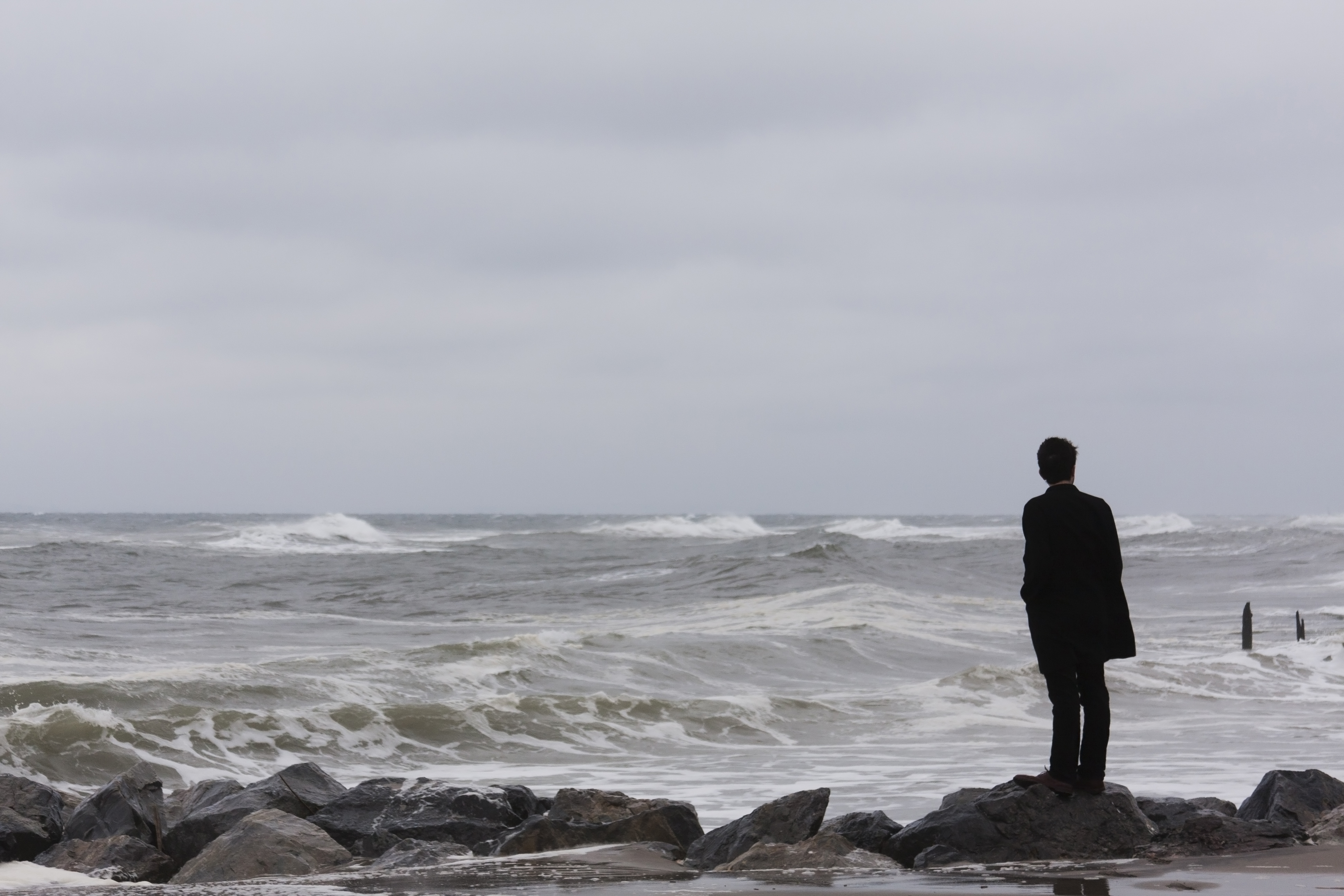
Los sentimientos de soledad e insignificancia frente a la naturaleza son comunes en las crisis existenciales.

En psicología y psicoterapia, las crisis existenciales son conflictos internos caracterizados por la impresión de que la vida carece de sentido. Algunos autores también enfatizan la confusión sobre la identidad personal en su definición. Las crisis existenciales van acompañadas de ansiedad y estrés, a menudo hasta tal grado que perturban el funcionamiento normal de la vida cotidiana y conducen a la depresión. Su actitud negativa hacia la vida y el sentido refleja varias posiciones características del movimiento filosófico conocido como existencialismo. Los sinónimos y términos estrechamente relacionados incluyen angustia existencial, vacío existencial, neurosis existencial y alienación. Los diversos aspectos asociados a las crisis existenciales se dividen a veces en componentes emocionales, cognitivos y conductuales. Los componentes emocionales se refieren a los sentimientos provocados, como el dolor emocional, la desesperación, la impotencia, la culpa, la ansiedad y la soledad. Los componentes cognitivos abarcan el problema de la falta de sentido, la pérdida de valores personales y las reflexiones sobre la propia mortalidad. Exteriormente, las crisis existenciales suelen expresarse en adicciones, comportamientos antisociales y compulsivos.
Los síntomas específicos pueden variar mucho de un caso a otro. Los teóricos tratan de abordar esto distinguiendo entre diferentes tipos de crisis existenciales. Las categorizaciones suelen basarse en la idea de que los problemas en el centro de las crisis existenciales difieren según la etapa de la vida del individuo y su desarrollo personal. Los tipos que se encuentran comúnmente en la literatura académica incluyen la crisis de la adolescencia, la crisis del cuarto de vida, la crisis de la mediana edad y la crisis de la tercera edad. Todas ellas tienen en común un conflicto sobre el sentido y el propósito de la propia vida. Las crisis más tempranas tienden a ser más prospectivas: el individuo está ansioso y confundido sobre qué camino seguir en la vida, especialmente en lo que respecta a la educación y la carrera, así como a la propia identidad e independencia en las relaciones sociales. Las crisis más tardías en la vida son más retrospectivas. Pueden ser desencadenadas por la impresión de que uno ha pasado el punto álgido de la vida y a menudo se caracterizan por la culpa, el arrepentimiento y el miedo a la muerte. La edad del individuo generalmente corresponde al tipo de crisis que experimenta, pero no siempre, ya que hay mucha variación en el nivel de desarrollo personal. Algunas personas pueden experimentar solo algunos de estos tipos o ninguno. Si una crisis existencial anterior se resolvió adecuadamente, normalmente le resulta más fácil para el individuo resolver o evitar las crisis posteriores.
El problema de la falta de sentido desempeña un papel central en todos estos tipos. Puede surgir en forma de sentido cósmico, que se refiere al sentido de la vida en general o a por qué estamos aquí. Otra forma se refiere al sentido personal secular, en el que el individuo trata de descubrir propósito y valor principalmente para su propia vida. El tema de la falta de sentido se convierte en un problema debido a la discrepancia entre el deseo de los seres humanos de vivir una vida con sentido y la aparente falta de sentido e indiferencia del mundo, a veces denominado el absurdo. Se han sugerido varias fuentes de sentido a través de las cuales el individuo puede encontrar sentido. Incluyen el altruismo o tratar de beneficiar a los demás, dedicarse a una causa, como un movimiento religioso o político, la creatividad, por ejemplo, creando arte, el hedonismo o tratando de vivir la vida al máximo, la autorrealización, que se refiere al desarrollo de los potenciales innatos, y encontrar la actitud correcta hacia las propias dificultades.
Las crisis existenciales tienen diversas consecuencias negativas, tanto a nivel personal, como la ansiedad y la formación de malas relaciones, cuanto a nivel social, como una alta tasa de divorcios y una disminución de la productividad. También pueden tener efectos positivos al empujar al afectado a abordar el problema subyacente y, por lo tanto, a desarrollarse como persona. Algunos cuestionarios, como el Purpose in Life Test, pueden utilizarse para medir si alguien está pasando actualmente por una crisis existencial. Debido a las consecuencias principalmente negativas, es importante que se resuelvan las crisis existenciales. El enfoque más común es ayudar a los afectados a encontrar un sentido en su vida. Esto puede ocurrir a través de un salto de fe, en el que el individuo deposita su confianza en un nuevo sistema de sentido, o a través de un enfoque razonado centrado en una evaluación cuidadosa y basada en la evidencia de las fuentes de sentido. Algunos teóricos recomiendan un enfoque nihilista, en el que el individuo acepta que la vida no tiene sentido y trata de encontrar la mejor manera de afrontar este hecho. Otros enfoques incluyen la terapia cognitivo-conductual y la práctica de la toma de perspectiva social.
Fuera de la psicología y la psicoterapia, el término "crisis existencial" se usa a veces para indicar que la existencia de algo está amenazada.

## Definición
En psicología y psicoterapia, el término "crisis existencial" se refiere a una forma de conflicto interno. Se caracteriza por la impresión de que la vida carece de sentido y va acompañada de diversas experiencias negativas, como estrés, ansiedad, desesperación y depresión. Esto sucede a menudo hasta tal grado que perturba el funcionamiento normal de la vida cotidiana. La naturaleza interna de este conflicto diferencia las crisis existenciales de otros tipos de crisis que se deben principalmente a circunstancias externas, como las crisis sociales o financieras. Las circunstancias externas aún pueden desempeñar un papel en desencadenar o exacerbar una crisis existencial, pero el conflicto central ocurre en un nivel interno. El enfoque más común para resolver una crisis existencial consiste en abordar este conflicto interno y encontrar nuevas fuentes de sentido en la vida.
El tema central responsable del conflicto interno es la impresión de que el deseo del individuo de llevar una vida significativa se ve frustrado por una aparente falta de sentido. A este respecto, las crisis existenciales son crisis de sentido. Esto suele entenderse a través de la lente del movimiento filosófico conocido como existencialismo. Un aspecto importante de muchas formas de existencialismo es que el individuo busca vivir de una manera significativa, pero se encuentra en un mundo indiferente y sin sentido. El término exacto "crisis existencial" no se encuentra comúnmente en la literatura existencialista tradicional en filosofía. Pero se discuten varios términos técnicos estrechamente relacionados, como angustia existencial, vacío existencial, desesperación existencial, neurosis existencial, enfermedad existencial, ansiedad y alienación.
Diferentes autores centran sus definiciones de crisis existenciales en diferentes aspectos. Algunos sostienen que las crisis existenciales son, en su esencia, crisis de identidad. Desde este punto de vista, surgen de una confusión sobre la pregunta "¿Quién soy yo?" y su objetivo es lograr alguna forma de claridad sobre uno mismo y su posición en el mundo. Como crisis de identidad, implican un autoanálisis intensivo, a menudo en forma de explorar diferentes maneras de mirarse a sí mismo. Constituyen una confrontación personal con ciertos aspectos clave de la condición humana, como la existencia, la muerte, la libertad y la responsabilidad. A este respecto, la persona cuestiona los fundamentos mismos de su vida. Otros enfatizan la confrontación con las limitaciones humanas, como la muerte y la falta de control. Algunos subrayan la naturaleza espiritual de las crisis existenciales al señalar cómo las personas externamente exitosas aún pueden verse gravemente afectadas por ellas si carecen del desarrollo espiritual correspondiente.
El término "crisis existencial" se usa más comúnmente en el contexto de la psicología y la psicoterapia. Pero también puede emplearse en un sentido más literal como una crisis de existencia para expresar que la existencia de algo está amenazada. A este respecto, un país, una empresa o una institución social se enfrenta a una crisis existencial si las tensiones políticas, la alta deuda o los cambios sociales pueden tener como consecuencia que la entidad correspondiente deje de existir.

## Componentes
Las crisis existenciales suelen considerarse fenómenos complejos que pueden entenderse como constituidos por varios componentes. Algunos enfoques distinguen tres tipos de componentes pertenecientes a los campos de la emoción, la cognición y el comportamiento. Los aspectos emocionales corresponden a lo que se siente al tener una crisis existencial. Por lo general, se asocia con el dolor emocional, la desesperación, la impotencia, la culpa, la ansiedad y la soledad. En el lado cognitivo, los afectados suelen enfrentarse a la pérdida de sentido y propósito junto con la realización del propio fin. En el aspecto conductual, las crisis existenciales pueden expresarse en adicciones y comportamientos antisociales, a veces acompañados de conductas ritualistas, pérdida de relaciones y degradación de la salud. Aunque las manifestaciones de estos tres componentes generalmente pueden identificarse en todos los casos de crisis existenciales, a menudo hay diferencias significativas en la forma en que se manifiestan. No obstante, se ha sugerido que estos componentes pueden utilizarse para dar una definición más unificada de las crisis existenciales.

### Emocional
En el nivel emocional, las crisis existenciales se asocian a experiencias desagradables, como el miedo, la ansiedad, el pánico y la desesperación. Pueden clasificarse como una forma de dolor emocional por el cual las personas pierden la confianza y la esperanza. Este dolor suele manifestarse en forma de desesperación e impotencia. La desesperación puede ser causada por la incapacidad de encontrar sentido en la vida, lo que se asocia tanto con la falta de motivación como con la ausencia de alegría interna. La impresión de impotencia surge de la incapacidad de encontrar una respuesta práctica para afrontar la crisis y la desesperación asociada. Esta impotencia se refiere específicamente a una forma de vulnerabilidad emocional: el individuo no solo está sujeto a una amplia gama de emociones negativas, sino que estas emociones a menudo parecen estar fuera del control de la persona. Este sentimiento de vulnerabilidad y falta de control puede por sí mismo producir más impresiones negativas y puede llevar a una forma de pánico o a un estado de duelo profundo.
Pero, por otro lado, a menudo también hay una impresión en los afectados de que son, en cierto sentido, responsables de su situación.  Este es el caso, por ejemplo, si la pérdida de sentido está asociada a malas elecciones en el pasado por las cuales el individuo se siente culpable. Pero también puede tomar la forma de un tipo de mala conciencia más abstracta como la culpa existencial. En este caso, el agente tiene un vago sentimiento de culpa libremente flotante, es decir, no está vinculado a ninguna mala acción específica por parte del agente. Especialmente en las crisis existenciales de las últimas etapas de la vida, esta culpa suele ir acompañada de un miedo a la muerte. Pero al igual que en el caso de la culpa, este miedo también puede tomar una forma más abstracta, como una ansiedad inespecífica asociada a un sentimiento de deficiencia y falta de sentido.
Como crisis de identidad, las crisis existenciales a menudo conducen a un sentido perturbado de la integridad personal. Esto puede ser provocado por la aparente falta de sentido de la propia vida junto con una falta general de motivación. El centro del sentido de integridad personal son las relaciones cercanas con uno mismo, con los demás y con el mundo. La ausencia de sentido suele tener un impacto negativo en estas relaciones. Como falta de un propósito claro, amenaza la integridad personal y puede conducir a la inseguridad, la alienación y el autoabandono. El impacto negativo en las relaciones con los demás suele experimentarse como una forma de soledad.
Dependiendo de la persona y de la crisis que está sufriendo, algunos de estos aspectos emocionales pueden ser más o menos pronunciados. Si bien todos se experimentan como desagradables, a menudo también conllevan varios potenciales positivos que pueden empujar a la persona en la dirección de un desarrollo personal positivo. A través de la experiencia de la soledad, por ejemplo, la persona puede llegar a una mejor comprensión de la sustancia y importancia de las relaciones.

### Cognitivo
El principal aspecto cognitivo de las crisis existenciales es la pérdida de sentido y propósito. En este contexto, el término "falta de sentido" se refiere a la impresión general de que no hay un sentido, una dirección o un propósito superior en nuestras acciones o en el mundo en general. Se asocia a la pregunta de por qué uno está haciendo lo que está haciendo y por qué debe continuar. Es un tema central en la psicoterapia existencialista, que tiene como uno de sus principales objetivos ayudar al paciente a encontrar una respuesta adecuada a este falta de sentido. En la logoterapia de Viktor Frankl, por ejemplo, se usa el término vacío existencial para describir este estado mental. Muchas formas de psicoterapia existencialista pretenden resolver las crisis existenciales ayudando al paciente a redescubrir el sentido de su vida. La pérdida de valores personales está estrechamente relacionada con la falta de sentido. Esto significa que las cosas que antes parecían valiosas para el individuo, como la relación con una persona específica o el éxito en su carrera, ahora pueden parecerle insignificantes o inútiles. Si la crisis se resuelve, puede conducir al descubrimiento de nuevos valores.
Otro aspecto del componente cognitivo de muchas crisis existenciales se refiere a la actitud hacia el fin personal, es decir, la comprensión de que uno morirá algún día. Aunque no se trata de una información nueva desde una perspectiva abstracta, adquiere un carácter más personal y concreto cuando uno se ve confrontado con este hecho como una realidad concreta que se debe enfrentar. Este aspecto es de especial relevancia para las crisis existenciales que ocurren más tarde en la vida o cuando la crisis fue desencadenada por la pérdida de una persona querida o por la aparición de una enfermedad terminal. Para muchos, el tema de su propia muerte está asociado con la ansiedad. Pero también se ha argumentado que la contemplación de la propia muerte puede actuar como clave para resolver una crisis existencial. La razón de esto es que la comprensión de que el tiempo de uno es limitado puede actuar como una fuente de sentido al hacer que el tiempo restante sea más valioso y al facilitar el discernimiento de los asuntos más grandes que importan en contraste con los asuntos cotidianos más pequeños que pueden actuar como distracciones. Los factores importantes para afrontar la muerte inminente incluyen la perspectiva religiosa, la autoestima y la integración social, así como las perspectivas de futuro.

### Conductual
Las crisis existenciales pueden tener varios efectos en el comportamiento del individuo. A menudo llevan a la persona a aislarse y a participar menos en las interacciones sociales. Por ejemplo, la comunicación con los compañeros de casa puede limitarse a respuestas muy breves, como un simple "sí" o "no", para evitar uma conversación  más extensa, o el individuo reduce varias formas de contacto que no son estrictamente necesarias. Esto puede resultar en un deterioro y la pérdida de las relaciones personales a largo plazo. En algunos casos, las crisis existenciales también pueden expresarse en un comportamiento abiertamente antisocial, como la hostilidad o la agresión. Estos impulsos negativos también pueden dirigirse a la propia persona, llevándola a autolesionarse y, en el peor de los casos, al suicidio.
El comportamiento adictivo también se observa en personas que atraviesan una crisis existencial. Algunos recurren a las drogas para disminuir el impacto de las experiencias negativas, mientras que otros esperan aprender, a través de las experiencias no ordinarias con las drogas, a hacer frente a la crisis existencial. Aunque este tipo de comportamiento puede conseguir aliviar a corto plazo los efectos de la crisis existencial, se ha argumentado que generalmente es desadaptativo y fracasa a largo plazo. De esta manera, las crisis pueden incluso exacerbarse aún más. Para los afectados, a menudo es difícil distinguir la necesidad de placer y poder de la necesidad de sentido, lo que les lleva por un camino equivocado en sus esfuerzos por resolver la crisis. Las adicciones en sí mismas o el estrés asociado con las crisis existenciales pueden provocar varios problemas de salud, que van desde la hipertensión arterial hasta el daño orgánico a largo plazo y el aumento de la probabilidad de cáncer.
Las crisis existenciales también pueden ir acompañadas de un comportamiento ritualista. En algunos casos, esto puede tener efectos positivos para ayudar al afectado en la transición hacia una nueva perspectiva de la vida. Pero también puede tomar la forma de un comportamiento compulsivo que actúa más como una distracción que como un paso hacia una solución. Otro aspecto conductual positivo se refiere a la tendencia a buscar terapia. Esta tendencia refleja la conciencia de los afectados de la gravedad del problema y su deseo de resolverlo.

## Tipos
A menudo se distinguen diferentes tipos de crisis existenciales en función del momento de la vida en que ocurren. Este enfoque se basa en la idea de que, dependiendo de la etapa de la vida, los individuos se enfrentan a diferentes asuntos relacionados con sentido y propósito. Conducen a diferentes tipos de crisis si estos problemas no se resuelven adecuadamente. Las etapas generalmente están vinculadas a grupos de edad aproximados, pero esta correspondencia no siempre es precisa, ya que diferentes personas del mismo grupo de edad pueden encontrarse en diferentes situaciones de la vida y en diferentes etapas de desarrollo. Ser consciente de estas diferencias es fundamental para evaluar adecuadamente el problema en el centro de una crisis específica y encontrar una respuesta correspondiente para resolverlo.
La crisis existencial más conocida es la crisis de la mediana edad y muchas investigaciones se dirigen específicamente a este tipo de crisis. Pero los investigadores también han descubierto otras crisis existenciales pertenecientes a diferentes tipos. No hay un acuerdo general sobre su número exacto y su periodización. Debido a esto, las categorizaciones de diferentes teóricos no siempre coinciden, pero tienen superposiciones significativas. Una categorización distingue entre la crisis de la adolescencia temprana, la crisis sophomore, la crisis adulta, la crisis de la mediana edad y la crisis de la tercera edad.  Otro se centra solo en la crisis sophomore, la crisis adulta y la crisis de la tercera edad, pero las define en términos más amplios. La crisis sophomore y la crisis adulta a menudo se tratan juntas como formas de la crisis del cuarto de vida.
Existe un amplio acuerdo en que las crisis más tempranas tienden a ser más prospectivas y se caracterizan por la ansiedad y la confusión sobre el camino que se quiere seguir en la vida. Las crisis más tardías, por otro lado, son más retrospectivas, a menudo en forma de culpa y arrepentimiento, mientras que también se ocupan del problema de la propia mortalidad.
Estas diferentes crisis pueden afectarse entre sí de varias maneras. Por ejemplo, si una crisis anterior no se resolvió adecuadamente, las crisis posteriores pueden imponer dificultades adicionales a los afectados. Pero incluso si una crisis anterior se resolvió completamente, esto no garantiza que las crisis posteriores se resuelvan con éxito o se eviten por completo.
Otro enfoque distingue las crisis existenciales en función de su intensidad. Algunos teóricos usan los términos vacío existencial y neurosis existencial para referirse a diferentes grados de crisis existencial. Desde este punto de vista, un vacío existencial es un fenómeno bastante común caracterizado por la recurrencia frecuente de estados subjetivos como aburrimiento, apatía y vacuidad. Algunas personas experimentan esto solo en su tiempo libre pero, por lo demás, no se preocupan por ello. El término "neurosis de domingo" se usa a menudo en este contexto. Un vacío existencial se convierte en una neurosis existencial si va acompañado de síntomas neuróticos clínicos manifiestos, como la depresión o el alcoholismo.

### Adolescencia
La crisis de la adolescencia temprana implica la transición de la infancia a la edad adulta y se centra en el tema del desarrollo de la propia individualidad e independencia. Esto se refiere específicamente a la relación con la propia familia y, a menudo, resulta en pasar más tiempo con los compañeros. Varios comportamientos rebeldes y antisociales que se observan a veces en esta etapa de desarrollo, como robar o invadir la propiedad privada, pueden interpretarse como intentos de lograr la independencia. También puede dar lugar a un nuevo tipo de conformidad en relación, por ejemplo, a cómo se viste o se comporta el adolescente. Esta conformidad tiende a ser no en relación con la propia familia o con las normas públicas, sino con el grupo de pares o con las celebridades adoradas. Pero esto puede considerarse como un paso temporal para distanciarse de las normas previamente aceptadas, con pasos posteriores que enfatizan la propia independencia también del grupo de pares y de las influencias de las celebridades. Para resolver la crisis de la adolescencia temprana, es importante encontrar un sentido y propósito en la nueva identidad, ya que la independencia sin ello puede resultar en la sensación de estar perdido y puede conducir a la depresión.

### Cuarto de vida, sophomore y adulto
El término "crisis del cuarto de vida" se usa a menudo para referirse a las crisis existenciales que ocurren en la edad adulta temprana, es decir, aproximadamente entre los 18 y los 30 años. Algunos autores distinguen entre dos crisis diferentes que pueden ocurrir en esta etapa de la vida: la crisis sophomore y la crisis adulta. La crisis sophomore afecta principalmente a personas en sus últimos años de adolescencia o en sus primeros de la veintena. También se denomina "sophomore slump", específicamente cuando afecta a los estudiantes. Es la primera vez que se formulan preguntas serias sobre el sentido de la vida y el papel de uno en el mundo. En esta etapa, estas preguntas tienen una relación práctica directa con el propio futuro. Se aplican a los caminos que uno quiere elegir en la vida, como en qué carrera enfocarse y cómo formar relaciones exitosas. En el centro de la crisis sophomore está la ansiedad sobre el propio futuro, es decir, cómo llevar la vida y cómo desarrollar y emplear mejor las propias habilidades. Las crisis existenciales a menudo afectan específicamente a las personas de alto rendimiento que temen no alcanzar su máximo potencial al carecer de un plan seguro para el futuro. Para resolverlas, es necesario encontrar respuestas significativas a estas preguntas. Tales respuestas pueden resultar en compromisos prácticos y pueden informar las decisiones más tarde en la vida.
La crisis adulta suele comenzar a mediados o finales de la veintena. Los problemas que se enfrentan en ella se superponen en cierta medida con los de la crisis sophomore, pero tienden a ser cuestiones de identidad más complejas. Como tal, también giran en torno a la propia carrera y el camino de uno en la vida. Pero tienden a tomar en cuenta más detalles, como la elección de la religión, la perspectiva política o la sexualidad. Resolver la crisis adulta significa tener una buena idea de quién es uno como persona y sentirse cómodo con esta idea. Suele asociarse con llegar a la edad adulta plena, haber completado la escuela, trabajar a tiempo completo, haber dejado el hogar y ser financieramente independiente. Ser incapaz de resolver la crisis adulta puede resultar en desorientación, falta de confianza en la propia identidad personal y depresión.

### Mediana edad
Entre los diferentes tipos de crisis existenciales, la crisis de la mediana edad es la más discutida. A menudo comienza alrededor de los 40 años y puede desencadenarse por la impresión de que el propio crecimiento personal está obstruido. Esto puede combinarse con la sensación de que hay una distancia significativa entre los logros y las aspiraciones propios. En contraste con las crisis existenciales anteriores, también implica un componente retrospectivo: se cuestionan las elecciones anteriores en la vida y se evalúa su significado para los logros de uno. Esto puede dar lugar a arrepentimientos e insatisfacción con las propias elecciones en varios campos, como la carrera, la pareja, los hijos, el estatus social o las oportunidades perdidas. La tendencia a mirar hacia atrás a menudo está relacionada con la impresión de que uno ha pasado el período pico de su vida.
A veces se distinguen cinco etapas intermedias: acomodación, separación, liminalidad, reintegración e individuación. En estas etapas, el individuo primero se adapta a las demandas externas cambiadas, luego aborda la distancia entre sus motivos innatos y su personalidad externa, a continuación rechaza su personalidad previamente adaptativa, más tarde adopta su nueva personalidad y, por último, toma conciencia de las consecuencias externas asociadas a estos cambios.
Las crisis de la mediana edad puede desencadenarse por eventos específicos como la pérdida de un trabajo, el desempleo forzoso, las relaciones extramatrimoniales, la separación, la muerte de una persona querida o los problemas de salud. A este respecto, la crisis de la mediana edad puede entenderse como un período de transición o revaluación en el que el individuo trata de adaptarse a su nueva situación en la vida, tanto en respuesta al evento desencadenante particular como a los cambios más generales que vienen con la edad.
Varios síntomas están asociados con las crisis de la mediana edad, como el estrés, el aburrimiento, las dudas sobre sí mismo, la compulsividad, los cambios en la libido y las preferencias sexuales, la rumiación y la inseguridad. En el discurso público, la crisis de la mediana edad se asocia principalmente a los hombres, a menudo en relación directa con su carrera. Pero también afecta a las mujeres. Un factor adicional es el tiempo limitado que les queda en su período reproductivo o el inicio de la menopausia. Entre el 8 y el 25 por ciento de los estadounidenses mayores de treinta y cinco años han experimentado una crisis de la mediana edad.
Tanto la gravedad como la duración de la crisis de la mediana edad a menudo son afectadas por si y en qué medida las crisis anteriores fueron resueltas. Las personas que consiguieron resolver bien las crisis anteriores tienden a sentirse más satisfechas con sus elecciones de vida, lo que también se refleja en cómo perciben su significado cuando miran hacia atrás. Pero esto no garantiza que las elecciones todavía parezcan significativos desde la perspectiva actual de uno.

### Tercera edad
La crisis de la tercera edad a menudo ocurre en la segunda mitad de los 60. Puede desencadenarse por eventos como la jubilación, la muerte de un ser querido, una enfermedad grave o la muerte inminente. En su núcleo hay una reflexión retrospectiva sobre cómo uno llevó su vida y las decisiones que tomó. Esta reflexión generalmente está motivada por el deseo de haber vivido una vida valiosa y significativa, junto con la incertidumbre de si se ha conseguido. Una contemplación de los errores cometidos en el pasado también puede estar motivada por el deseo de encontrar una manera de compensarlos mientras uno todavía puede. También puede expresarse en una forma más teórica como un intento de evaluar si la vida de uno tuvo un impacto positivo en el entorno más inmediato de uno o en el mundo en general. Esto a menudo se asocia con el deseo de dejar un legado positivo e influyente.
Debido a su naturaleza retrospectiva, puede haber menos que uno pueda hacer para realmente resolver la crisis. Esto es especialmente cierto para las personas que llegan a una evaluación negativa de su vida. Un factor de impedimento adicional, en contraste con las crisis anteriores, es que las personas a menudo no pueden encontrar la energía y la juventud necesarias para realizar cambios significativos en sus vidas. Algunos sugieren que desarrollar una aceptación de la realidad de la muerte puede ayudar en el proceso. Otras sugerencias se centran menos en resolver la crisis por completo y más en evitar o minimizar su impacto negativo. Las recomendaciones para este fin incluyen cuidar el propio bienestar físico, económico y emocional, así como desarrollar y mantener una red social de apoyo. La mejor manera de evitar la crisis tanto como sea posible puede ser asegurarse de que se resuelvan las crisis anteriores en la vida.

## Falta de sentido
La mayoría de los teóricos ven la falta de sentido como el asunto central en torno al cual giran las crisis existenciales. A este respecto, pueden entenderse como crisis de sentido. El asunto del sentido y el falta de sentido afecta a varias cuestiones estrechamente relacionadas. Entendido en el respeto más amplio, implica las cuestiones globales del sentido de la vida en general, por qué estamos aquí o para qué propósito vivimos. Las respuestas a esta pregunta tradicionalmente toman la forma de explicaciones religiosas, por ejemplo, que el mundo fue creado por Dios según su propósito y que cada cosa tiene sentido porque desempeña un papel para este propósito superior. Esto a veces se denomina sentido cósmico, en contraste con el sentido personal secular que un individuo busca cuando pregunta de qué manera su vida particular tiene sentido o valor. A este respecto personal, a menudo está conectado con una confusión práctica sobre cómo se debe vivir la vida o por qué se debe seguir haciendo lo que se hace. Esto puede expresarse en el sentimiento de que uno no tiene nada por lo que vivir o esperar. Esto a veces incluso se interpreta que no existe lo correcto y lo incorrecto o el bien y el mal. Aunque en el mundo secular contemporáneo sea cada vez más difícil encontrar un sentido cósmico, se ha argumentado que para resolver el problema de la falta de sentido, es suficiente que el individuo encuentre un sentido personal secular al que aferrarse.
El tema de la falta de sentido se convierte en un problema porque los seres humanos parecen tener un fuerte deseo o necesidad de sentido. Esto se expresa tanto emocional como prácticamente, ya que se necesitan metas e ideales para estructurar la propia vida. La otra cara del problema se da en el hecho de que parece no haber tal sentido o que el mundo es en su fondo contingente y podría haber existido de una forma muy diferente o no haber existido en absoluto. La contingencia del mundo y la indiferencia hacia los asuntos humanos suelen denominarse el absurdo en la literatura existencialista. El problema se puede resumir a través de la pregunta "¿Cómo puede un ser que necesita sentido encontrar sentido en un universo que no tiene sentido?". Varios profesionales de la psicoterapia existencial han afirmado que la pérdida de sentido desempeña un papel para la mayoría de las personas que requieren psicoterapia y es el tema central para un número significativo de ellas. Pero esta pérdida tiene su expresión más característica en las crisis existenciales.
Varios factores afectan si la vida se experimenta como significativa, como las relaciones sociales, la religión y los pensamientos sobre el pasado o el futuro. Los juicios de sentido son bastante subjetivos. Son una forma de evaluación global, ya que toman en consideración la vida de uno como un todo. A veces se argumenta que el problema de la pérdida de sentido está particularmente asociado a la sociedad moderna. Esto a menudo se basa en la idea de que las personas tendían a estar más arraigadas en su entorno social inmediato, su profesión y su religión.